# Urdenbacher Altrhein

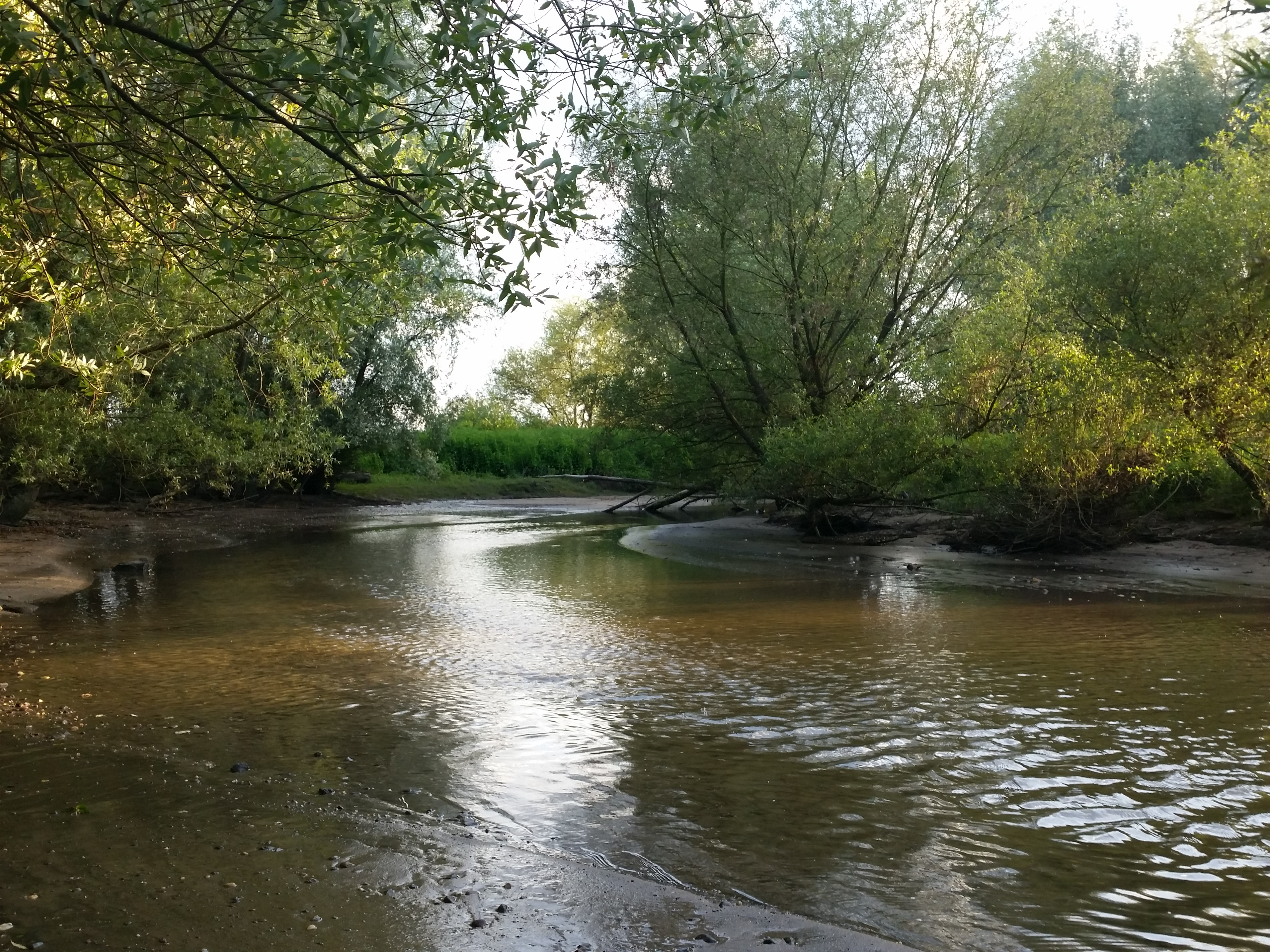
Mündungsbereich

Der Urdenbacher Altrhein durchfließt als Bach in der nordrhein-westfälischen Stadt Düsseldorf die Stadtteile Garath und Urdenbach. An seiner Stelle befand sich bis zum Rheinhochwasser 1374 der Hauptstrom des Rheins, der damals nördlich Zons’ durchbrach und sich in sein heutiges Flussbett verlagerte.
Der Urdenbacher Altrhein ist der zugleich Unterlauf des Garather Mühlenbaches, der bei Hellerhof in das alte Flussbett des Rheins mündet und ab dort dessen Lauf nutzt. Er mündet bei Urdenbach in den heutigen Rhein.

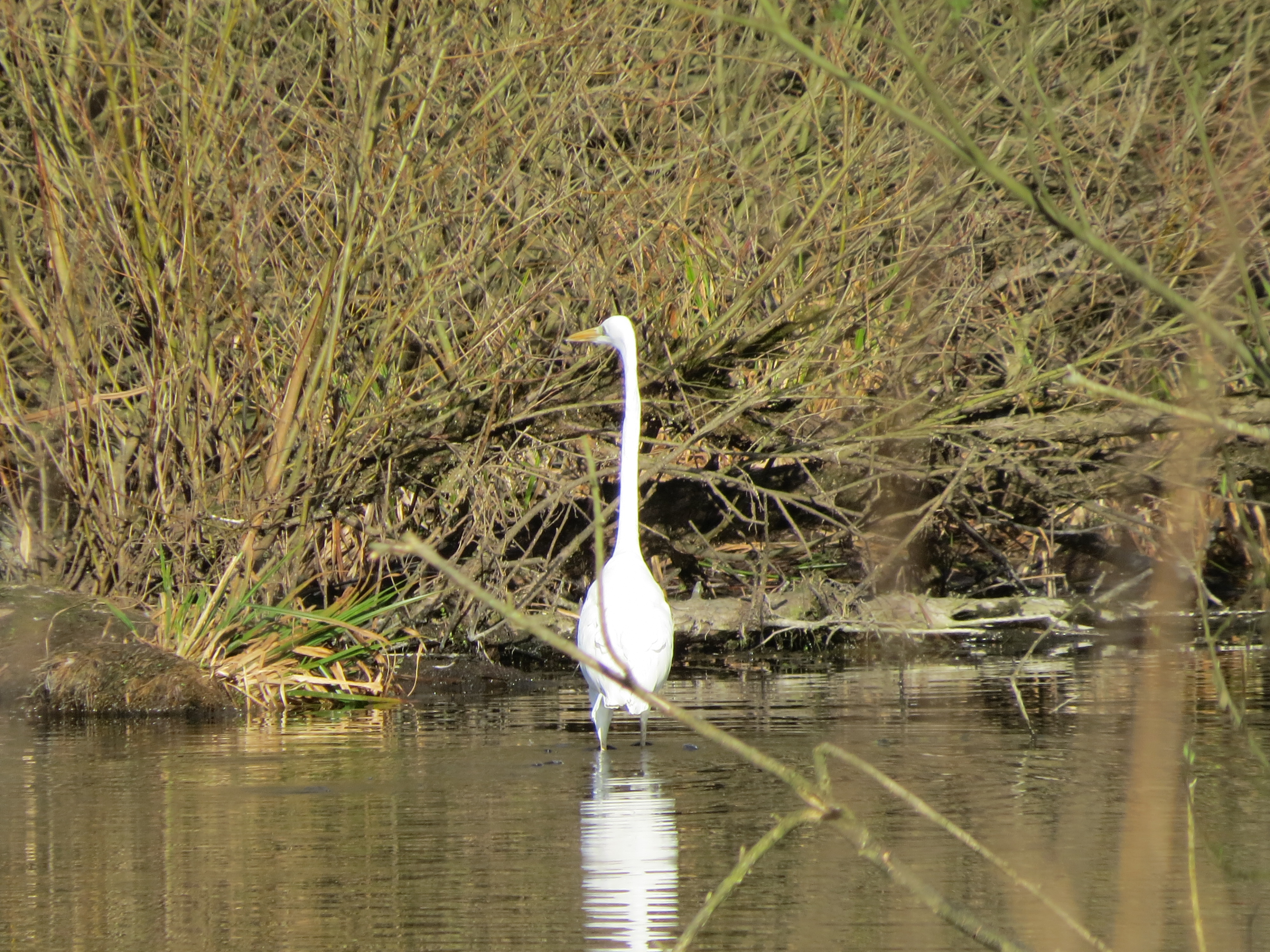
Silberreiher im Naturschutzgebiet

Von August 2013 bis März 2014 wurde der Urdenbacher Altrhein durch zwei Öffnungen seines westlichen Ufers auf einer Länge von rund 2,3 Kilometern renaturiert. Seither kann sowohl das Wasser des Garather Mühlenbaches wie auch – während entsprechender Hochwasserlagen – Rheinwasser die tieferen Bereiche der Urdenbacher Kämpe überfluten und ein naturnahes Seen-, Sumpf- und Feuchtgebiet bilden. Ursprünglich war das Projekt „Naturnahe Entwicklung der Altrheinaue in der Urdenbacher Kämpe“ bereits für das Jahr 2012 geplant.
Das Gebiet des Urdenbacher Altrheins bildet seit 1993 eines der zwölf Düsseldorfer Naturschutzgebiete.